# ジョン・トシャック
ジョン・トシャック MBE（John Toshack MBE, 1949年3月22日 - ）は、ウェールズ出身の元サッカー選手、サッカー指導者。

## 経歴
トシャックは16歳の時にカーディフ・シティFCで選手経歴を開始し、1970年にリヴァプールFCへ移籍、数日後に行われたマージ－サイドダービーで初ゴールを挙げた。リヴァプールでは8シーズン間に246試合に出場96得点を記録、特にケヴィン・キーガンとのコンビネーションの良さは有名で、共に数多くのタイトル獲得に貢献した。1975-76シーズン、9月チャンピオンズカップ、ハイバーニアンFC戦ではハットトリックを達成した。1977-78シーズンのUEFAチャンピオンズカップ決勝、ボルシア・メンヒェングラットバッハ戦で負傷し、翌1978年2月にクラブを退団した。2006年にはリヴァプールFCのファンが選ぶファンに衝撃を与えた選手の選出で第34位に選出された。
1978年にスウォンジー・シティAFCへ移籍し、選手兼任監督を務め、1983年に現役を引退した。
ウェールズ代表としては、1969年から1980年の間に国際Aマッチ40試合に出場し12得点を記録。また1979年のブリティッシュ・ホーム・チャンピオンシップ、スコットランド戦ではハットトリックの活躍を見せた。
1984年以降は監督業に専念し、スペインのレアル・マドリードやデポルティボ・ラ・コルーニャ、ポルトガルのスポルティング・クルーベ・デ・ポルトゥガルなどの監督を歴任。2004年11月にウェールズ代表監督に就任し、通算53試合で22勝7分け24敗の成績を残したが、UEFA EURO 2012予選の初戦に敗れた後に辞任した。2011年8月、ミルサド・ヨヌス監督を解任したマケドニア共和国代表監督に就任したが、8試合で采配を振って1勝しかできず、マケドニアサッカー協会と双方合意の上で2012年8月に辞任した。
リヴァプールの監督就任要請は1982年、1988年と2度あったが、いずれも就任を拒否した。

## タイトル

### 選手時代
- ウェルシュカップ : 1967, 1968, 1969
- ファースト・ディビジョン : 1973, 1976, 1977
- UEFAカップ : 1973, 1976
- FAカップ : 1974
- コミュニティーシールド : 1976
- UEFAスーパーカップ : 1977
- UEFAチャンピオンズリーグ : 1976-77

### 選手兼指導者時代
- ウェルシュカップ : 1981, 1982, 1983

### 指導者時代
- コパ・デル・レイ : 1987
- プリメーラ・ディビシオン : 1990
- スーペルコパ・デ・エスパーニャ : 1995
- テュルキエ・クパス : 1998
- ドン・バロン・アワード最優秀監督賞 : 1989, 1990
- アゼルバイジャン・スーパーカップ : 2013
- ボトラ : 2014-15